# Georg Gottstein

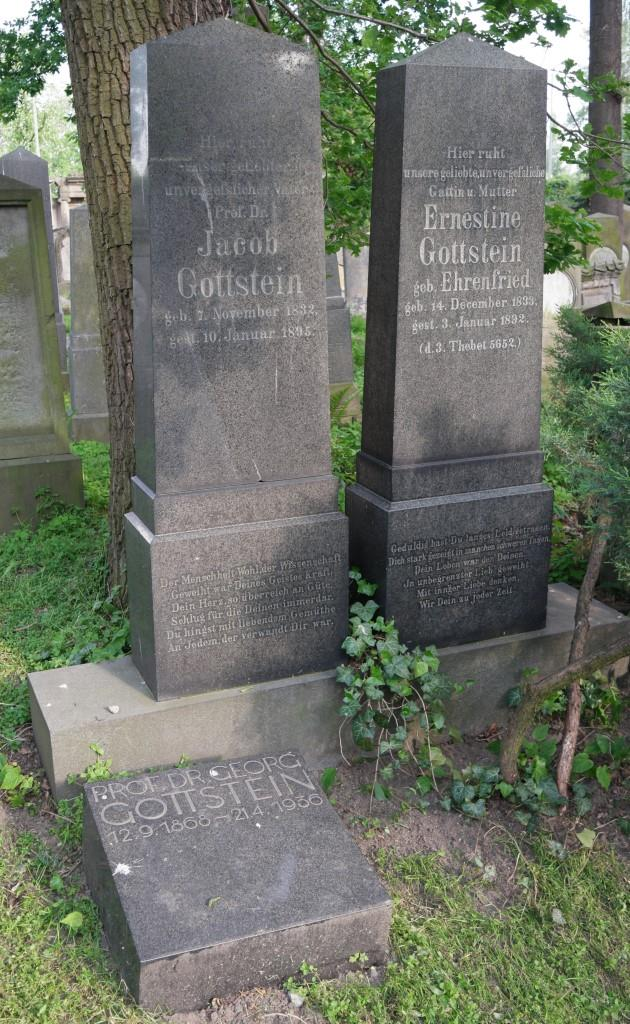
Grab von Georg und Jacob Gottstein auf dem Alten Jüdischen Friedhof in Breslau

Georg Gottstein (geboren am 12. September 1868 in Breslau; gestorben am 21. April 1936 ebenda) war ein deutscher Chirurg.

## Leben
Gottstein entstammte einer seit langem in Schlesien ansässigen Familie jüdischer Konfession. Nach Berlin hatte Breslau die größte jüdische Gemeinde im Deutschen Reich. Gottsteins Vater Jacob Gottstein (1832–1895) war in Breslau Professor für Hals-Nasen-Ohren-Heilkunde.
Georg Gottstein studierte an der Universität Breslau Medizin. 1895 wurde er zum Dr. med. promoviert. Die Ausbildung in Chirurgie durchlief er bei Johann von Mikulicz, der die ersten Schritte in die Endoskopie wagte. Bei ihm habilitierte er sich 1902 mit einer tierexperimentellen Arbeit. Bei Hermann Küttner widmete er sich der Urologie. Als apl. Professor wurde er 1909 Leiter der chirurgischen Abteilung vom Israelitischen Krankenhaus in Breslau. Unabhängig von Ernst Heller beschrieb er die Kardiomyotomie. Gottstein entwickelte eine Ballonsonde, die zur Dilatationsbehandlung bei Kardiospasmus eingesetzt wurde und 1930 von Karl Westphal für die Behandlung von Ösophagusvarizenblutungen empfohlen wurde. Im Jahr 1908 gehörte er zu den Gründern der Breslauer Chirurgischen Gesellschaft. Mit Hermann Küttner, Carl Partsch und Karl Goebel saß er als Schriftführer 14 Jahre im Vorstand. Bei der letzten Hauptversammlung zu Lebzeiten Küttners am 25. November 1931 wurde er mit Küttner, Partsch und Goebel wiedergewählt. Die Gesellschaft zählte damals 52 ordentliche und 40 außerordentliche Mitglieder. Alle Sitzungsberichte der Breslauer Chirurgischen Gesellschaft von 1908 bis 1939 sind im Zentralblatt für Chirurgie abgedruckt. Sie sind „auch heute noch lesenswert“ (Kozuschek). Bereits nach dem Tode von Partsch im Mai 1932 und noch während Küttners Erkrankung im Juni 1932 hatte Gottstein bis Ende 1932 den Vorsitz übernommen. Am 25. Januar 1933 trat die Gesellschaft im Israelitischen Krankenhaus zusammen. Dort noch Chef und Gastgeber, wurde Gottstein im Sitzungsbericht nicht erwähnt. Als Jude war er offenbar Ende Januar 1933 von seinen Posten als Chefarzt und 1. Schriftführer zurückgetreten – oder dazu genötigt worden. Mit 67 Jahren gestorben, wurde er auf dem Alten Jüdischen Friedhof (Breslau) begraben.

## Schriften (Auswahl)
- Technik und Klinik der Oesophagoskopie (= Mitteil. Grenzgeb. Mediz., u. Chir. Band 8, S. 57 ff.). Fischer, Jena 1901.
- Über die operative Behandlung des Cardiospasmus. In: Zentralblatt für Chirurgie. Band 31, 1904, S. 1362–1363.
- Die Rectosigmoskopie. Urban & Schwarzenberg, 1926.

## Herausgeber
- Handbuch der Urologie, 5 Bde. 1926/1929.[10]